# きたみふれあい広場
きたみふれあい広場（きたみふれあいひろば）は、東京都世田谷区喜多見にある区立公園である。

## 概要
小田急電鉄喜多見検車区上部の人工基盤の上に造成されており、広場を主体とした公園になっている。
前記の構造により地上約10メートルの高さにあり、晴天時は富士山や丹沢山地が望める。また隣接する野川の遊歩道と一体となっており、付近の貴重な緑地になっている。

## 主な施設
- 展望広場
- はらっぱ
- 中央広場
- 多目的の広場
- ちびっこ広場
- 花壇

## 隣接施設
- 小田急電鉄喜多見検車区

## 開園日・時間
- 開園時間:6:30-17:30（4月～9月は6:30-19:30）。無休。
- 入園料は無料。

## アクセス
- 小田急小田原線・喜多見駅から徒歩約2分。